# Taharka

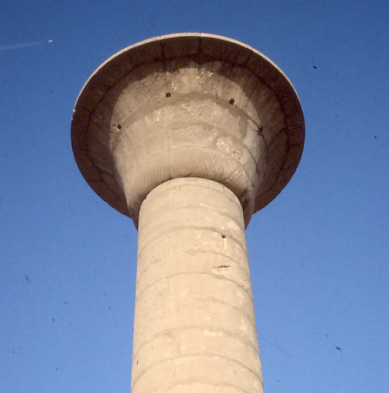
Taharka oszlopa Karnakban

Taharka, uralkodói nevén Nofertumhuré (?, i. e. 8. század – ?, i. e. 664) ókori egyiptomi fáraó a harmadik átmeneti kor időszakában, annak Napata-korszakában. I. e. 690 és 664 között uralkodott. A XXV. dinasztiához, a fekete bőrű núbiai fáraókhoz tartozott. Uralkodása alatt nagyszabású építkezéseket folytatott Thébában, Napatában. Az asszírok támadásainak végül nem tudott ellenállni. I. e. 671-ben Assur-ah-iddína elfoglalta Memphiszt és Taharkának menekülnie kellett Egyiptomból. Piramisát Nuriban építtette.

## Családja
Piye fáraó és Abar királyné fia volt. Lánytestvérei közül Tabekenamon, Takahatenamon és Naparaye Taharka feleségei lettek, II. Sepenupet Ámon isteni felesége lett, Kalhata Sabakához ment feleségül, aki valószínűleg a nagybátyja volt, Arti pedig Sabataka felesége lett. Taharka fiútestvérei közül Har és Khaliut neve ismert.
Három lánytestvérén kívül még egy felesége ismert, Atahebaszken. A négy feleség közül Takahatamon viselte a legelőkelőbb címeket, utána Naparaye. Taharkának három gyermeke ismert; lányát, II. Amenirdiszt nagynénje, Sepenupet örökbe fogadta, hogy követhesse őt Ámon isteni feleségeként; Usanhuru, aki valószínűleg a legidősebb fiú volt, asszír fogságba esett Egyiptom második asszír megszállásakor; Neszisutefnut nevű fiát egy szobron említik.

## Az építő fáraó
Taharka Piye fia volt, de nem közvetlenül apja után került a trónra i. e. 690-ben, amikor is Memphiszben megkoronázták. Ezután 26 évig uralkodott Egyiptom és Núbia földjén, melyet a Taharka előtt uralkodó fáraónak, Sabakának sikerült újra egyesítenie. Sabaka valószínűleg Piye fivére volt.
A XXV. dinasztia Taharka trónra lépése idején élte fénykorát. A Nílus-delta hadurait leverték, az asszírok pedig akkoriban még másfelé orientálódtak. Így a fáraó ismét Egyiptom korlátlan ura volt. A trónra lépését követő hatodik évben a természet is kedvezett a sötét bőrű fáraónak, mivel az esőzésektől megáradt Nílus elöntötte a völgyet, és gazdag termést hozott anélkül, hogy elsodort volna egyetlen falut is. A gazdag termés valószínűleg ösztönzőleg hatott a fáraó nagyra törő építési terveire is, melyek helyéül a két szent fővárost, Napatát és Thébát szemelte ki. A karnaki Ámon-templomhoz egy gigászi oszlopcsarnokot toldott hozzá, s a templom köré több szentélyt is építtetett.  Napatában, a város szent hegye, a sziklaormáról híres Dzsebel Barkal lábánál két templomot is emeltetett Ámon isteni feleségeinek tiszteletére. A hegy ormának egy részét aranylemezekkel fedette be, és fölvésette a nevét.
Taharka dicsőségét egész alakos szobormásai és mellszobraival díszített épületek hirdették, arca és neve számtalan kártus vésetein fennmaradt Egyiptom-szerte. Javára írható, hogy építkezései során nem tett kárt a régebbi emlékekben. A nagyszabású építkezésekhez azonban a libanoni partvidék kereskedői szállították a borókafenyőt és a cédrust, s itt keresztezte a terjeszkedő Asszíria érdekeit.

## Harc az asszírokkal
Assur-ah-iddína megpróbálta elvágni az Egyiptomba irányuló fakereskedelem útját, mire Taharka hadat küldött a Levante déli részén kitört asszírellenes felkelés támogatására. Assur-ah-iddína a lázadást elfojtotta, majd i. e. 674-ben betört Egyiptomba. Taharka csapatainak azonban a szilei határállomásnál lezajlott csatában sikerült visszavernie az asszírokat. I. e. 671-ben azonban az asszír sereg ismét visszatért, teveháton behatolt a Sínai-félszigetre, és elsöprő győzelmet aratott az egyiptomiak felett. A Nílus deltájában már a Taharka vezette sereg szállt szembe az asszírokkal. A tizenöt napig dúló öldöklő ütközetben a núbiai harcosok végül visszaszorultak Memphiszbe. Taharka is több sebet kapott, de életben maradt és elmenekült. Assur-ah-iddína az asszírok szokása szerint lemészároltatta a falvak lakóit és halmokba rakatta a fejüket. I. e. 669-ben ismét megrohanta a Taharka által az asszír bábkirálytól nemrégiben visszafoglalt Egyiptom földjét. A hadjáraton érte november 1-jén a halál, így az invázió leállt. Egyiptom meghódításának feladata már Assur-ah-iddina utódjára szállt.
Miután az asszírok kivonultak, Taharkának sikerült Memphiszt visszafoglalnia. Kr. e. 667-ben aztán új asszír király, Assur-bán-apli parancsára az asszír hadsereg indult Egyiptomba, és Memphisznél legyőzte Taharkát, aki Thébába, majd Napatába menekült, és soha többé nem látta viszont Egyiptom földjét. Az asszír király mindvégig Ninivében tartózkodott, de kiváló futárszolgálatán keresztül gyorsan elrendelte az ellenfél üldözését. Mielőtt erre sor kerülhetett volna, a Nílus-delta hűbéresei fellázadtak, így inkább azokat verték le. Taharka piramisát Nuriban, s nem az őt megelőző kusita fáraók nyughelyén, el-Kurruban, a Nílus túlpartján emeltette. Csak utódja, Tanutamon tudta visszaszerezni Egyiptomot.